# Дикдики
Дикдики (лат. Madoqua) — род миниатюрных полорогих, относящийся к подсемейству настоящих антилоп. Дикдики распространены в саваннах и полупустынях центральной и восточной Африки (от Намибии до Сомали). Дикдики достигают 30—40 см в высоту и 50—70 см в длину при весе не более 6 кг.

## Поведение и размножение
Дикдики, как правило, активны по утрам и вечерам. Днём дикдики скрываются в плотных зарослях кустарника. Дикдики — исключительно травоядные животные, сосуществующие с травоядными же куду и зебрами. Куду преимущественно объедают растительность на высоте одного метра от земли и выше, зебры — непосредственно на уровне земли, а то, что остаётся после куду и зебр, достаётся дикдикам.
Дикдики — моногамные животные. Во время брачного сезона самцы сопровождают самок практически постоянно, вне брачного сезона — в течение 63 % времени. Пары, предположительно, живут совместно в течение всей жизни, и охраняют свою территорию от вторжения других дикдиков. Средняя площадь территории одной пары дикдика Кёрка составляет: в кенийских популяциях 2.4±0.8 га, в намибийских популяциях 3.5±0.3 га. Самец и самка метят границы территории кучками навоза и немедленно прогоняют вторгнувшихся чужаков. Самки дикдиков, как правило, чуть крупнее самцов, но самцы бесспорно доминируют в семейной жизни (не в последнюю очередь благодаря своим мелким, но острым рогам, которых лишены самки).
Семейная и общественная жизнь дикдиков мало исследована. По данным опубликованного в 1997 году генетического исследования намибийских и кенийских дикдиков Кёрка, «внебрачные связи» в сообществах дикдиков крайне редки (не было обнаружено ни одного детёныша, зачатого от чужака). Во время брачного сезона самцы «со стороны» пытаются прорваться к «чужим» самкам, но обычно такие вторжения заканчиваются ничем — самцы-хозяева территории атакуют чужаков, а самки во время драки пытаются скрыться. По предположению Бразертона и др., самцы дикдика более озабочены охраной собственных самок, нежели собственными успехами на стороне. Самки же вообще не склонны к внебрачным связям (хотя они и желательны для поддержания генетического разнообразия в популяции). Самцы дикдика Кёрка также склонны к агрессии против собственных самок. Если паре дикдиков случается забрести за границы своей территории, «опомнившийся» самец первым делом загоняет самку «домой». Некоторые вспышки «семейных разборок» внутри своей территории можно объяснить соперничеством за скудные пищевые ресурсы, но многие представляются беспричинными и не имеют логического объяснения.
Брачный сезон происходит дважды в год, совпадая с периодом выкармливания новорожденных (беременность длится чуть менее 6 месяцев). Самцы практически не участвуют в охране и воспитании детёнышей. Около половины новорожденных погибают в первые недели. Когда молодые дикдики достигают шести-семи месяцев, родители силой изгоняют их со своей территории (самки прогоняют дочерей, самцы — сыновей). Самки достигают половой зрелости к 6 месяцам, самцы к 12 месяцам.

## Систематика рода
Первыми европейцами, описавшими дикдиков в XVIII веке, были Бюффон и Брюс. После выхода книги Брюса де Бланвиль опубликовал первое научное описание дикдика под именем Antilope saltiana. В 1816 году описание де Бланвиля было перепечатано Демаре, которому нередко приписывается первенство описания дикдиков. В 1837 году Уильям Огилби (1808—1873) выделил A. saltiana в отдельный род, Madoqua. В 1905 году О. Нойман описал отдельный род Rhynchotragus, который позже был присоединён к Madoqua. На рубеже XIX и XX веков были описаны больше десяти видов Madoqua, но согласно ITIS и справочнику Wilson & Reeder (2001), только четыре из них являются бесспорными:
- группа saltiana или собственно Madoqua:
  - Madoqua saltiana (de Blainville, 1816), горный дикдик или эритрейский дикдик —  первый научно описанный вид дикдика. В литературе авторство описания может приписываться Демаре (1816), однако сам Демаре признавал приоритет и авторство де Бланвиля. Систематика и состав вида неоднократно уточнялись. Вид в современном понимании обитает в Джибути, Эритрее, на севере Эфиопии, на севере Судана и в Сомали[11].
  - Madoqua piacentinii (Drake-Brockman 1911), сомалийский дикдик. Обитает на востоке Сомали. Это наиболее редкий вид дикдика, признанный уязвимым IUCN[12].
- группа Rhynchotragus (некогда отдельный род) или kirkii:
  - Madoqua guentherii (Thomas, 1894), дикдик Гюнтера. Синонимы — M. smithii (Thomas, 1901), M. hodsonii (Pocock, 1926), M. nasoguttatus (Lonnberg, 1907), M. wroughtonii (Drake-Brockman, 1909). Обитает в Эфиопии, Сомали, на севере Кении и на севере Уганды[12].
  - Madoqua kirkii (Guenther, 1880), обыкновенный дикдик. Вид в современном понимании поглотил девять некогда самостоятельных видов, описанных в 1880—1913 годах. Генетические исследования 1990-х годов указывают на то, что, возможно, M. kirkii следует вновь разделить на три вида — M. kirkii sensu stricto, M. cavendishii и M. damarensis. Четвёртый генетически выделяемый тип, M. thomasi, может быть и самостоятельным видом, и популяцией M. damarensis (данных недостаточно)[12].

База данных Американского общества маммологов (ASM Mammal Diversity Database) признаёт 8 видов дикдиков:
- Madoqua cavendishi
- Madoqua damarensis
- Madoqua guentheri — Дикдик Гюнтера
- Madoqua hindei
- Madoqua kirkii — Обыкновенный дикдик
- Madoqua piacentinii — Сомалийский дикдик
- Madoqua saltiana — Горный дикдик, или эритрейский дикдик
- Madoqua thomasi